# 大橋步夕
大橋步夕（日语：／ Ōhashi Ayuru，1984年4月28日—）是日本女性聲優。隸屬於Mausu Promotion。出生於東京都。舊名仲井繪里香（於2009年4月1日改名）
於2018年6月宣布已婚且生下一子。
代表作為《Strike Witches》中的艾拉·伊爾瑪塔·尤蒂萊南。

## 人物
有一個妹妹。特技和興趣包括唱歌、薩克斯風、寫故事、數獨，擅長的運動是躲避球和排球。喜歡可愛的東西，像是貓、傲嬌角色、恐龍。以前曾迷過POP'N MUSIC，也把灌籃高手的漫畫和動畫都看完了，同時也是魔物獵人玩家。不喜歡的東西則包括胡蘿蔔、洋蔥、幽靈、妖怪、獨自一人、高處。在高中的時候打算預備晚年踏實地存著錢，不過最近變得很想使用。

## 出演作品
※粗體為主要角色

### 電視動畫
2005年
- 極速攝殺（女子、國領舞）
- 魔女的考驗（アナナ）
- 韋駄天翔（女子、女孩）
- はっぴぃセブン 〜ざ・テレビまんが〜（德田寧寧）

2006年
- 妖怪人間貝姆（壁谷真理）

2007年
- 人造昆虫カブトボーグ V×V（アユミ、茨城まり子）

2008年
- 強襲魔女（艾拉·伊爾瑪塔·尤蒂萊南）

2009年
- 天才麻將少女（澤村智紀）

2010年
- 強襲魔女2（艾拉·伊爾瑪塔·尤蒂萊南）

2011年
- 架向星空之橋（星野步）
- Double-j（宇佐美初）
- 境界線上的地平線（阿黛爾·巴爾烏弗特）
- High Score（北条莉華、吉田由紀子）

2012年
- 最強學生會長（鬼瀨針音）
- 天才麻將少女 阿知賀篇 episode of side-A （澤村智紀）
- 境界線上的地平線（阿黛爾·巴爾烏弗特）
- 少女&戰車（龍）
- 最強學生會長 異常（鬼瀨針音）

2013年
- LoveLive!（優木杏樹）

2014年
- 宇宙浪子（長女）
- LoveLive! 第二季（優木杏樹）
- 天才麻將少女 全國篇（澤村智紀）

2015年
- 放學後的昴星團（葵）
- 亂步奇譚 拉普拉斯的遊戲（大曾根幸子）

2016年
- 高校艦隊（青木百百）
- 無畏魔女（艾拉·伊爾瑪塔·尤蒂萊南）

2017年
- 野良與皇女與流浪貓之心（由拉西亞·歐布·恩德）
- 辣妹與我的第一次（辣妹C）

2019年
- 強襲魔女 501部隊出動！（艾拉·伊爾瑪塔·尤蒂萊南）

2020年
- 強襲魔女 通往柏林之路（艾拉·伊爾瑪塔·尤蒂萊南）

2021年
- 世界魔女出動！（艾拉·伊爾瑪塔·尤蒂萊南）

2022年
- 戀上換裝娃娃（黑江雫，TV放送版則是“電視音聲”）
- 聯盟空軍航空魔法音樂隊 光輝魔女（艾拉·伊爾瑪塔·尤蒂萊南）

### OVA
2017年
- 高校艦隊（青木百百）

### 劇場版動畫
2012年
- 強襲魔女 劇場版（艾拉·伊爾瑪塔·尤蒂萊南）

2015年
- 少女與戰車 劇場版（龍）
- Love Live! 學園偶像電影（優木杏樹）

2017年
- 少女與戰車 最終章 第1話（龍、船舶科）

2019年
- 少女與戰車 最終章 第2話（龍、マイコ）
- 強襲魔女 劇場版 501部隊出動！（艾拉·伊爾瑪塔·尤蒂萊南）

2020年
- 劇場版 高校艦隊（青木百百）

2021年
- 少女與戰車 最終章 第3話（龍）

### 網路動畫
2011年
- 放學後的昴星團（葵）

### 遊戲
- 咲-Saki- Portable（澤村智紀）
- SUDEKI
- Strike Witches系列（艾拉·伊爾瑪塔·尤蒂萊南）
  - 強襲魔女 -與你同行 A Little Peaceful Days-
  - 強襲魔女-蒼空閃電戰 新隊長的奮鬥!
  - 強襲魔女 白銀之翼
  - 強襲魔女2 治癒・恢復・軟綿綿
- 境界之詩（精靈姬 蘿榭、南希、娜娜、可可、雪倫、莉拉、吉兒、希爾妲）

2018年
- 被妳的眼神所打動（黑瀨翼[2]）

2019年
- 野良與皇女與流浪貓之心2（尤拉西亞·歐布·恩德[3]）
- 喜歡與喜歡的三角戀（鳴瀧真帆[4]）

2020年
- 怪物彈珠（2020年 - 2024年 數珠丸恆次、三賀柴）

2024年
- 棕色塵埃2（羅安）
- Fate/Grand Order（瑙克拉特）

### CD
- 090えこといっしょ。 CD Vol.1（那須メグコ）
- Strike Witches 角色歌曲 CD：ストライクウィッチーズ 秘め歌コレクション 2 -サーニャ・V・リトヴャク&エイラ・イルマタル・ユーティライネン（艾拉·伊爾瑪塔·尤蒂萊南）

### 電台節目
- 智一・美樹のラジオビッグバン（アシスタント）
- サブちゃん一家の、だからアニメはやめられない!?（音泉、2006年4月7日－2007年2月23日）
- ラジオどっとあい 仲井絵里香の大丈夫!この世はHappyでできている（文化放送インターネットラジオ 2005年4月 - 6月）
- ストライクウィッチーズ スターライトストリーム（ラジオ大阪、2010年1月7日 - HiBiKi Radio Station、2010年1月8日 - ）

## 相關連結
- 事務所官方簡介（页面存档备份，存于）（日語）
- 大橋步夕的X（前Twitter）（日語）
- 大橋步夕のblog（页面存档备份，存于）（日語）